# Perilitus colesi
Perilitus colesi är en stekelart som först beskrevs av Drea 1968.  Perilitus colesi ingår i släktet Perilitus och familjen bracksteklar. Inga underarter finns listade i Catalogue of Life.